# Patate (kanton)
Patate – kanton w prowincji Tungurahua, w Ekwadorze. Stolicą kantonu jest Patate.